# Gawriłow
Gawriłow – popularne nazwisko rosyjskie, zajmujące 108. miejsce w opublikowanym w 2005 roku spisie 250 najpopularniejszych nazwisk rosyjskich. 
Forma żeńska – Gawriłowa. 
- Andriej Gawriłow (ur. 1955) – rosyjski pianista
- Andriej Gawriłow (ur. 1987) – rosyjski hokeista
- Jurij Gawriłow (ur. 1953) – rosyjski piłkarz
- Piotr Gawriłow (1900–1979) – radziecki oficer
- Walentin Gawriłow (1946–2003) – radziecki lekkoatleta